# Нектарий (Хаджимихалис)
Митрополит Нектарий (греч. Μητροπολίτης Νεκτάριος, в миру Эмануил Хаджимиха́лис, греч. Εμμανουήλ Χατζημιχάλης; 1932, Ханья, Крит — 31 декабря 2009, Ханья, Крит) — епископ Константинопольской православной церкви; с 2007 по 2009 годы — митрополит Ганский и Хорский.

## Биография
В 1956 году получил степень лиценциата, окончив богословский факультет Афинского университета и в том же году был пострижен в монашество с наречением имени Нектарий.
20 марта 1960 года был хиротонисан во иеродиакона, а 25 марта 1960 года — в сам иеромонаха.
В 1965 году получил степень лиценциата, окончив Лильский университет, а в 1967 году — степень доктора богословия в университете Страсбурга и доктора социологии религии в Салоникийском университете.
Служил на приходах в Западной Европе, был миссионером в Азии и Африке (Заир). Затем возглавлял семинарию на Крите.
3 августа 1980 года в Монастыре святой Троицы на Халки был хиротонисан в епископа Кисамского и Селинского с возведением в сан митрополита. Хиротонию совершили: митрополит Ставропольский Максим (Репанеллис), митрополит Иринопольский Симеон (Амариллиос) и митрополит Колонийский Гавриил (Преметидис).
16 сентября 1980 года назначен митрополитом Карпафским и Касским.
25 мая 1983 года избран митрополитом Леросским, Калимнским и Астипалейским.
16 мая 2005 года почислен на покой.
29 августа 2007 года избран митрополитом Ганским и Хорским.
Проживал в Ханье, в особенности в монастыре святого Христофора — Κορακιών Ακρωτηρίου.
Скончался 31 декабря 2009 года.